# Mads Duedahl
Mads Duedahl, né le 14 août 1984 à Vejle (Danemark), est un homme politique danois, membre de Venstre et président du conseil régional du Jutland du Nord depuis 2022.

## Biographie
Mads Duedhal est diplômé en administration publique de l'université d'Aalborg en 2013.
Engagé au sein du parti Venstre, il est élu conseiller municipal d'Aalborg lors des élections locales de novembre 2009. Après sa réélection pour un second mandat en novembre 2013, il devient conseiller municipal exécutif chargé de la santé et de la culture le 1er janvier 2014,.
En août 2020, il annonce son intention de briguer l'investiture de son parti comme tête de liste aux élections régionales de novembre 2021 dans la région du Jutland du Nord. En septembre, il remporte le vote interne des militants en battant Lone Sondrup, première vice-présidente du conseil régional. Lors de l’élection du 16 novembre, sa liste remporte 25,2 % des voix, en deuxième position derrière celle de la présidente sociale-démocrate sortante Ulla Astman, qui en recueille 35 %. Toutefois, les partis de droite remportent 21 sièges au conseil régional, contre 20 pour les partis de gauche, permettant à Mads Duedahl de devenir président du conseil régional avec le soutien du Parti populaire conservateur, de La Nouvelle Droite et du Parti populaire danois. Ulla Astman occupait le poste depuis la création de la région le 1er janvier 2007, faisant de Duedahl la première personnalité de droite à remporter la présidence.
En novembre 2023, quand la présidente de la région Danemark du Sud, Stephanie Lose, est nommée au gouvernement, il lui succède comme vice-président de Dansk Regioner (l'association des régions danoises).